# سیارک ۱۲۵۳۹
سیارک ۱۲۵۳۹ (به انگلیسی: 12539 Chaikin، نامگذاری:1998OP2) دوازده هزار و پانصد و سی و نهمین سیارک کشف شده‌است که در ۱۶ ژوئیه ۱۹۹۸ کشف شد.
قدر مطلق سیارک برابر ۱۳٫۶ است.